# Sigismund von Schrattenbach
Sigismund von Schrattenbach (ur. 28 lutego 1698 w Grazu, zm. 16 grudnia 1771 w Salzburgu) – austriacki duchowny rzymskokatolicki, w latach 1753–1771 książę arcybiskup metropolia Salzburga.

## Życiorys
Urodził się w Grazu w Styrii, jako syn hrabiego Otto Heinricha von Schrattenbacha i Marii Teresy, hrabiny Wildenstein. Po studiach teologicznych w Rzymie przyjął święcenia kapłańskie na przełomie roku 1722/1723. 5 kwietnia 1753 został wybrany arcybiskupem Salzburga, papież zatwierdził ten wybór 26 września tego samego roku. 21 grudnia 1751 otrzymał sakrę z rąk biskupa Josepha Maria von Thun und Hohenstein, ordynariusza Gurk. Był patronem i protektorem wybitnych kompozytorów, m.in. Wolfganga Amadeusa Mozarta oraz Michaela Haydna (brata Josepha). Zmarł 16 grudnia 1771 w Salzburgu. Podczas jego pogrzebu 2 stycznia 1772 po raz pierwszy publicznie wykonano Requiem "Missa pro defuncto Archiepiscopo Sigismondo" autorstwa Michaela Haydna.